# Jeannine Michèle Wacker
Jeannine Michèle Wacker (* 13. Mai 1989  in Zürich) ist eine Schweizer Schauspielerin und Musicaldarstellerin.

## Leben
Wacker wurde 1989 in Zürich geboren. Sie legte am Kunst- und Sportgymnasium Rämibühl in Zürich im Jahr 2008 die Matura ab. Von 2009 bis 2011 absolvierte sie an der American Musical and Dramatic Academy in New York City eine Schauspielausbildung. Nach dem Abschluss ihres Studiums spielte sie Rollen in verschiedenen New Yorker Off-Broadway-Produktionen, wirkte in Kurzfilmen mit und modelte für den Tanzmodenhersteller KD Dance.
Bereits vor ihrer Ausbildung verkörperte Wacker die Rolle der Thea in der deutschsprachigen Premierenbesetzung von Frühlings Erwachen. Vier Sommer lang spielte sie ausserdem in Heidi – Das Musical.
Seit 2012 ist Wacker wieder in Europa und übernahm die Rolle der Madeleine Astor in der Schweizer Erstaufführung von Titanic – Das Musical bei den Thunerseespielen. Danach spielte sie als Scaramouche in We Will Rock You auf der Bühne in Basel, Essen, München, Frankfurt, Wien, Hamburg und Köln. Im Sommer 2013 spielte sie die Hauptrolle in dem Science-Fiction-Film Aurora. (Veröffentlicht 2017 als Singularity)
Von Juni 2016 (Folge 2473) bis Mai 2017 (Folge 2692) spielte sie in der zwölften Staffel Sturm der Liebe die weibliche Hauptrolle der Strickmoden-Designerin Clara Morgenstern. Im Sommer 2017 spielte sie die weibliche Hauptrolle in Maria, ihm schmeckt’s nicht! (als Musical bearbeitet für die Freilichtbühne in Schwäbisch Hall).
In der deutschen Inszenierung des Musicals Kinky Boots übernahm sie von Ende 2017 bis Mitte 2018 die Hauptrolle der Lauren im Operettenhaus, Hamburg. Von September 2021 bis August 2022 verkörperte Wacker die Erstbesetzung der Glinda in der Neuinszenierung von Wicked – Das Musical.

## Filmografie (Auswahl)
- 2011: The Last Rezort
- 2012: Starters (Kurzfilm)
- 2012: Like (Kurzfilm)
- 2015: In Gefahr – Ein verhängnisvoller Moment (Staffel 2 Episode 166)
- 2016: Schicksale – und plötzlich ist alles anders (Scripted Doku-Soap, Folge: Prinzessin will es wissen)
- 2016–2017, 2018: Sturm der Liebe (Fernsehserie, 224 Folgen)
- 2017: Singularity
- 2019–2020: Die Einstein WG (Webserie, 37 Folgen)

### Fernsehauftritte in Unterhaltungsshows
- 2016: Quizduell (Zusammen mit Dirk Galuba)

## Bühne
- 2009: Frühlings Erwachen, Vereinigte Bühnen Wien
- 07/2012–08/2012: Titanic – Das Musical, Erstbesetzung Madeleine Astor, Thunerseespiele
- 12/2012–06/2013: We Will Rock You, Erstbesetzung Scaramouche, Tournee (Basel, Essen)
- 06/2014–07/2014: The Rocky Horror Show, Erstbesetzung Janet, Theater Magdeburg
- 09/2014–08/2015: We Will Rock You, Erstbesetzung Scaramouche, Tournee (München, Frankfurt am Main, Wien, Hamburg, Köln)
- 06/2017–08/2017: Maria, ihm schmeckt's nicht, Sara, Freilichtspiele Schwäbisch Hall[9]
- 12/2017–09/2018: Kinky Boots, Erstbesetzung Lauren, Operettenhaus, Hamburg
- 12/2018: Flashdance – Das Musical, Erstbesetzung Kiki, Admiralspalast, Berlin
- 09/2021–08/2022: Wicked – Das Musical, Erstbesetzung Glinda, Neue Flora, Hamburg
- 09/2022–10/2022: Oh Läck Du Mir!, Erstbesetzung Angela, Theater 11, Zürich[10]
- 06/2023–07/2023: Catch Me If You Can, Erstbesetzung Brenda, Theater Magdeburg[11]
- 12/2023: Das BVG-Musical: Tarifzone Liebe – Die Gefühle fahren Straßenbahn, Erstbesetzung Tramara, Admiralspalast, Berlin
- seit 03/2025: Hercules, Erstbesetzung Meg, Neue Flora, Hamburg
- seit 12/2024: Chicago, Niedersächsisches Staatstheater Hannover - Staatsoper -